# Susan George
Susan George (Surbiton, 26 luglio 1950) è un'attrice britannica.

## Biografia
Nata a Surbiton, nel Surrey, in Inghilterra, il 26 luglio 1950, Susan George ha recitato in oltre 30 film dal 1965 ed è apparsa in varie serie televisive e nella soap opera EastEnders. Ha esordito a dodici anni in un episodio del 1962 della sitcom The Dickie Henderson Show, ed è particolarmente nota per il ruolo di Amy Sumner nel film Cane di paglia, in cui interpreta la moglie di Dustin Hoffman.

## Filmografia

### Cinema
- Cup Fever, regia di David Bracknell (1965)
- Davy Jones' Locker, regia di Frederic Goode (1966)
- Il killer di Satana (The Sorcerers), regia di Michael Reeves (1967)
- Il cervello da un miliardo di dollari (Billion Dollar Brain), regia di Ken Russell (1967)
- Up the Junction, regia di Peter Collinson (1968)
- Uno sporco imbroglio (The Strange Affair), regia di David Greene (1968)
- All Neat in Black Stockings, regia di Christopher Morahan (1969)
- Lo specchio delle spie (The Looking Glass War), regia di Frank Pierson (1969)
- Twinky, regia di Richard Donner (1970)
- Spring and Port Wine, regia di Peter Hammond (1970)
- Il ragazzo ha visto l'assassino e deve morire (Eyewitness), regia di John Hough (1970)
- Marianna, fuga dalla morte (Die Screaming Marianne), regia di Pete Walker (1971)
- Cane di paglia (Straw Dogs), regia di Sam Peckinpah (1971)
- L'allucinante notte di una baby sitter (Fright), regia di Peter Collinson (1971)
- La banda J. & S. - Cronaca criminale del Far West, regia di Sergio Corbucci (1972)
- Zozza Mary, pazzo Gary (Dirty Mary Crazy Larry), regia di John Hough (1974)
- Mandingo, regia di Richard Fleischer (1975)
- La tentazione e il peccato (Out of Season), regia di Alan Bridges (1975)
- Caccia aperta (A Small Town in Texas), regia di Jack Starrett (1976)
- Tintorera (¡Tintorera!), regia di René Cardona Jr. (1977)
- L'assassino della domenica (Tomorrow Never Comes), regia di Peter Collinson (1978)
- L'invincibile ninja (Enter the Ninja), regia di Menahem Golan (1981)
- Venom, regia di Piers Haggard (1981)
- Kiss My Grits, regia di Jack Starrett (1982)
- The House Where Evil Dwells, regia di Kevin Connor (1982)
- Triplo gioco (The Jigsaw Man), regia di Terence Young (1984)
- Fulmine lo stallone bianco (Lightning, the White Stallion), regia di William A. Levey (1986)
- Il fiume dalle acque magiche (Djavolji raj), regia di Rajko Grlić (1989)
- In Your Dreams, regia di Gary Sinyor (2008)
- City of Life, regia di Ali F. Mostafa (2009)
- The Silence, regia di Peter Nicholson (2010)

### Televisione
- The Dickie Henderson Show - serie TV, un episodio (1962)
- Swallows and Amazons - serie TV, 6 episodi (1963)
- ITV Television Playhouse - serie TV, 2 episodi (1963)
- The Human Jungle - serie TV, un episodio (1964)
- Weavers Green - serie TV (1966)
- Armchair Theatre - serie TV, un episodio (1967)
- Theatre 625 - serie TV, 2 episodi (1967-1968)
- Mystery and Imagination - serie TV, un episodio (1968)
- The Root of All Evil? - serie TV, un episodio (1968)
- Dottori in allegria (Doctor in the House) - serie TV, un episodio (1970)
- Tales of Unease - serie TV, un episodio (1970)
- Attenti a quei due (The Persuaders!) - serie TV, episodio 1x02 (1971)
- Il dottor Jekyll e Mister Hyde (Dr. Jekyll and Mr. Hyde) - film TV (1973)
- Il brivido dell'imprevisto (Tales of the Unexpected) - serie TV, 2 episodi (1979-1980)
- The Kenny Everett Television Show - serie TV, 2 episodi (1982)
- Computercide - film TV (1982)
- Pajama Tops - film TV (1984)
- Masquerade - serie TV, un episodio (1984)
- L'ora del mistero (Hammer House of Mystery and Suspense) – serie TV, episodio 1x03 (1984)
- Hotel - serie TV, un episodio (1986)
- Blacke's Magic - serie TV, un episodio (1986)
- La vera storia di Jack lo Squartatore (Jack the Ripper), regia di David Wickes - miniserie TV (1988)
- The Castle of Adventure - serie TV, 8 episodi (1990)
- Counterstrike - serie TV, un episodio (1990)
- Cluedo - serie TV, 6 episodi (1992)
- Stay Lucky - serie TV, 4 episodi (1993)
- The House That Mary Bought - film TV (1995)
- I racconti del mistero e del terrore - serie TV (Tales of Mystery and Imagination) (1995)
- EastEnders - serie TV, 25 episodi (2001)

## Doppiatrici italiane
Nelle versioni in italiano dei suoi film, Susan George è stata doppiata da:
- Vittoria Febbi in Cane di paglia, La banda J. & S. - Cronaca criminale del Far West, Mandingo
- Micaela Esdra in Twinky
- Rossella Izzo in Venom